# Vorónezh
Vorónezh (/vɐˈronʲɪʃ/ⓘ en ruso: Воро́неж) es una ciudad rusa, centro administrativo del óblast de Vorónezh, uno de los centros neurálgicos de la Rusia europea y capital de la región histórica de Chernozemie. Se encuentra situada en la franja central de la parte europea de Rusia, en la parte media elevada del valle conformado por los ríos Don y por el que lleva su mismo nombre, Vorónezh.
En 2024, el ókrug urbano de Vorónezh tenía una población de 1 046 425 habitantes, casi la mitad de la población de su óblast. Es la segunda ciudad más poblada del distrito federal Central, solamente superada en población por Moscú.

## Historia
Por primera vez, la palabra "Vorónezh" se menciona en las crónicas rusas (Nikonovskaya, Lavrentyevskaya, Ipatievskaya, Kholmogorskaya y otras) al describir los acontecimientos de 1177. En Rusia, en ese momento dominaba la desunión feudal, había muchos principados y tierras realmente independientes. Los enfrentamientos de príncipes independientes y grupos de príncipes, que se convirtieron en verdaderas guerras, eran comunes. En 1177, cerca de la ciudad de Vladímir, en la confluencia del río Koloksha en el río Kliazma, tuvo lugar una batalla entre los grupos de principados rivales: el del Príncipe de Vladímir-Suzdal Vsévolod III de Vladímir y el del Príncipe de Riazán Gleb Rostislavich.
La ciudad de Vorónezh fue atacada por las fuerzas del Tercer Reich durante la Segunda Guerra Mundial, llamada por los rusos Gran Guerra Patria. Su resistencia fue premiada el 6 de mayo con la Orden de la Guerra Patria de Primera Clase. Por el heroísmo manifestado por los defensores de la ciudad, durante la ocupación alemana, que no dejaron conquistar uno de los principales centros del país, desde el 16 de febrero de 2008 la ciudad tiene el título de Ciudad de gloria militar.
La prensa informó que el 27 de septiembre de 1989, en la ciudad habrían aterrizado unos extraterrestres. A esto se le conoció como El incidente Vorónezh.

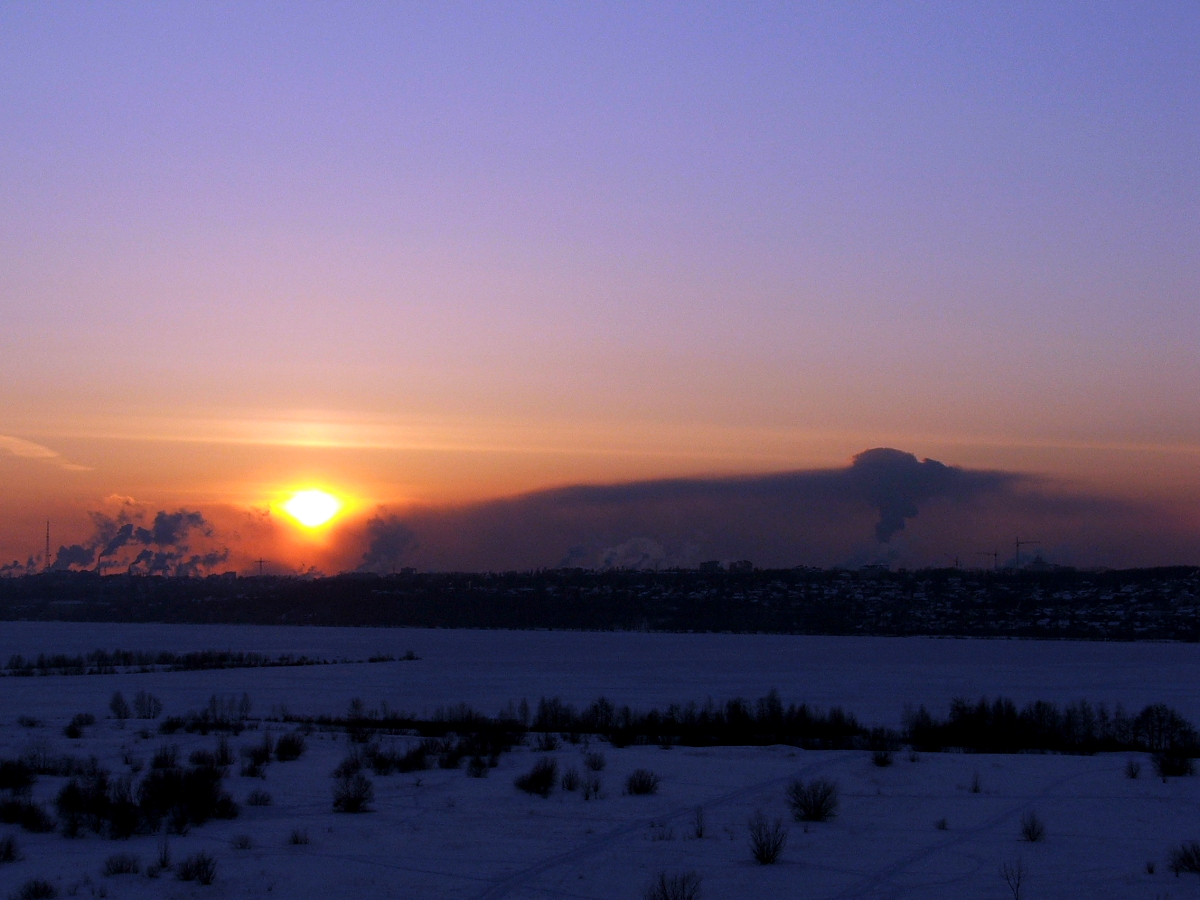
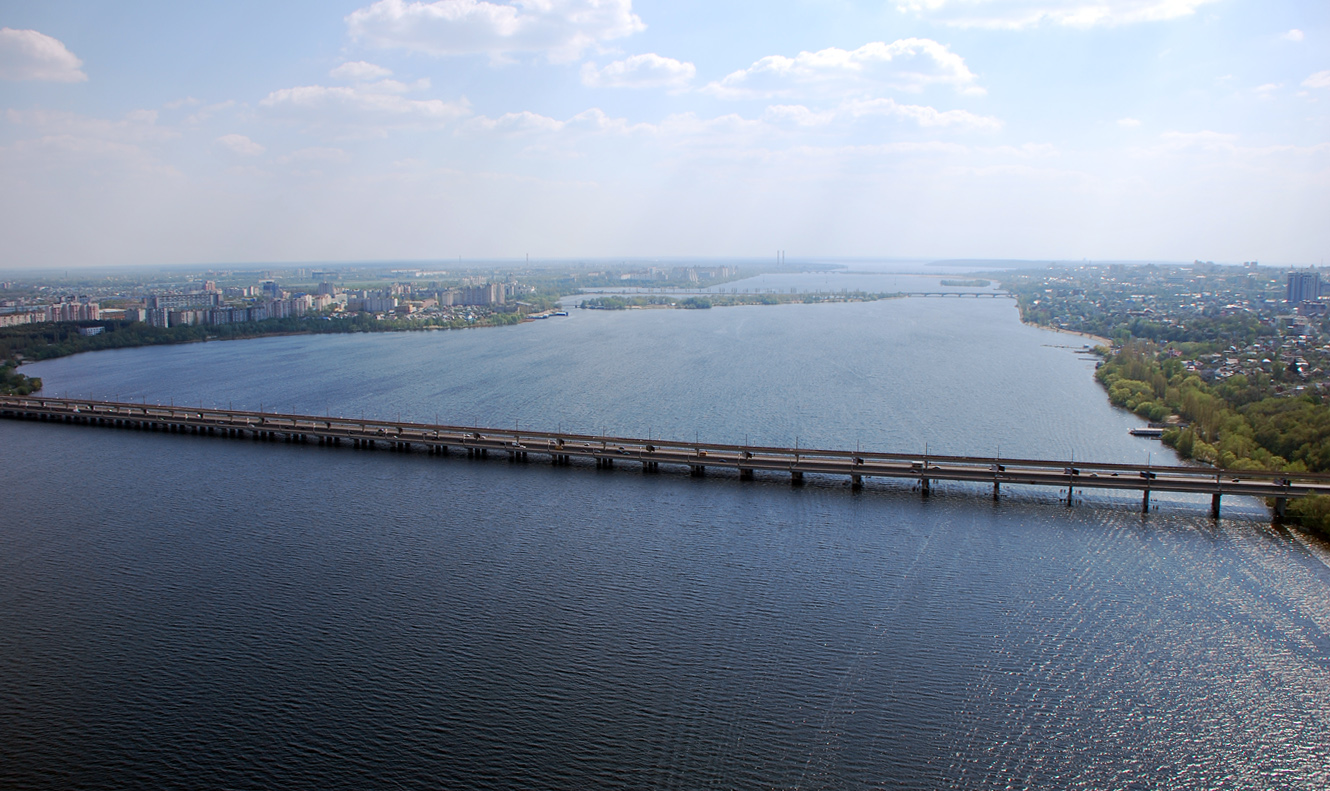
El Vorónezh a su paso por la ciudad
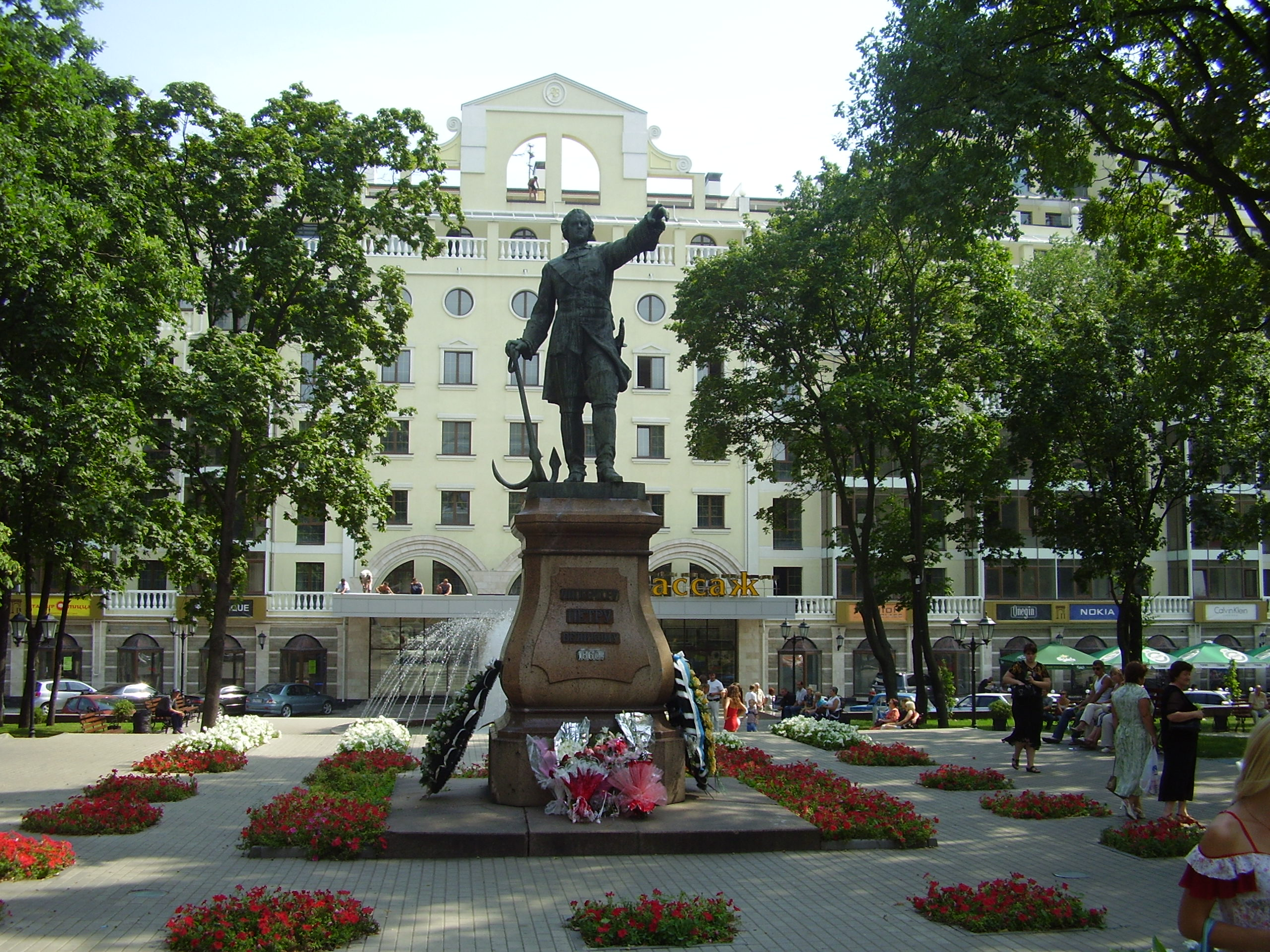
Vorónezh
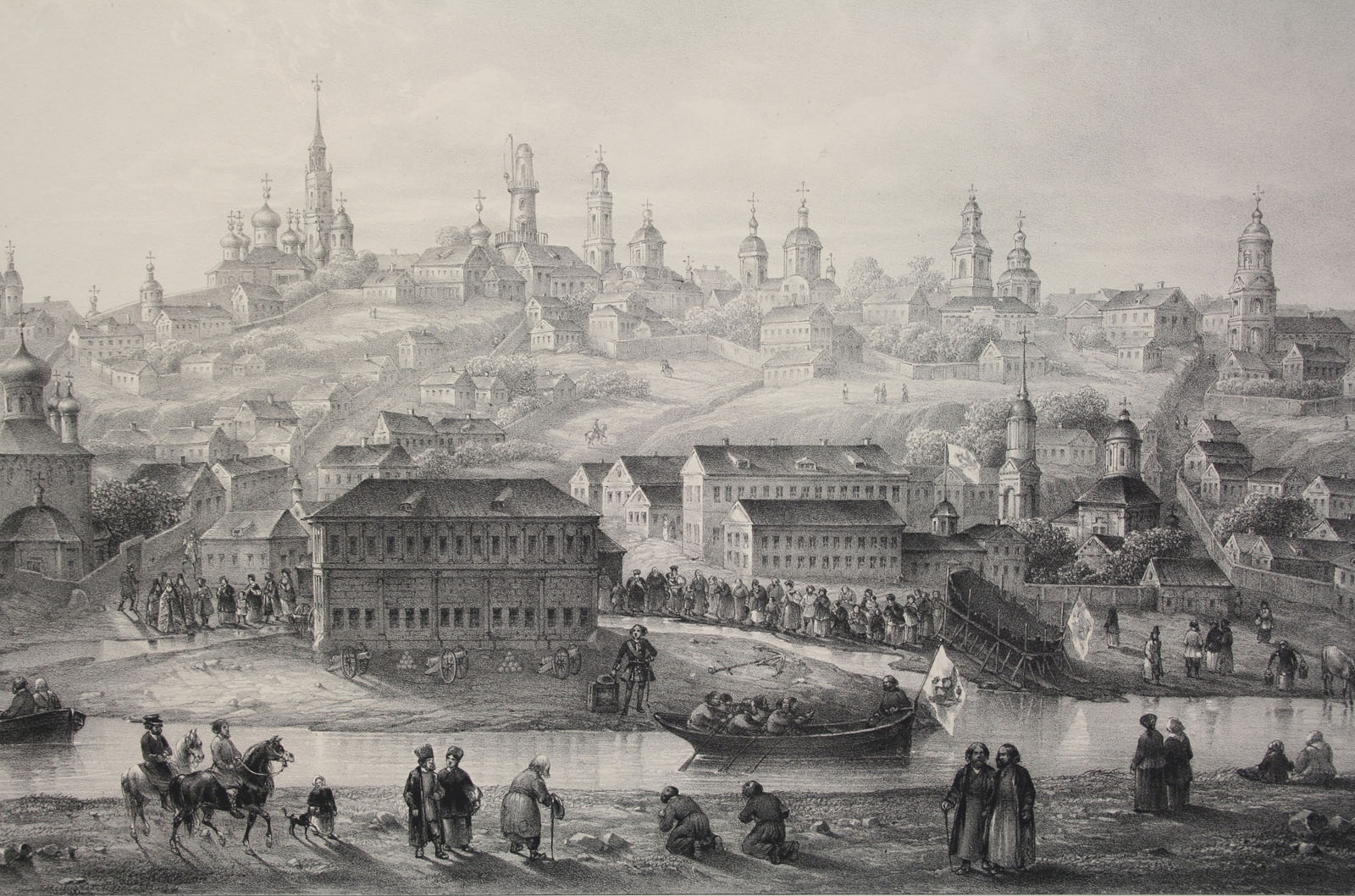
Vorónezh

## Demografía
| Gráfica de evolución demográfica de Vorónezh entre 1811 y 2018 |
|                                                                |
| Fuente: ISTAT                                                  |

## Clima
| Parámetros climáticos promedio de Vorónezh (normales 1991–2020, extremos 1918–presente) | Parámetros climáticos promedio de Vorónezh (normales 1991–2020, extremos 1918–presente) | Parámetros climáticos promedio de Vorónezh (normales 1991–2020, extremos 1918–presente) | Parámetros climáticos promedio de Vorónezh (normales 1991–2020, extremos 1918–presente) | Parámetros climáticos promedio de Vorónezh (normales 1991–2020, extremos 1918–presente) | Parámetros climáticos promedio de Vorónezh (normales 1991–2020, extremos 1918–presente) | Parámetros climáticos promedio de Vorónezh (normales 1991–2020, extremos 1918–presente) | Parámetros climáticos promedio de Vorónezh (normales 1991–2020, extremos 1918–presente) | Parámetros climáticos promedio de Vorónezh (normales 1991–2020, extremos 1918–presente) | Parámetros climáticos promedio de Vorónezh (normales 1991–2020, extremos 1918–presente) | Parámetros climáticos promedio de Vorónezh (normales 1991–2020, extremos 1918–presente) | Parámetros climáticos promedio de Vorónezh (normales 1991–2020, extremos 1918–presente) | Parámetros climáticos promedio de Vorónezh (normales 1991–2020, extremos 1918–presente) | Parámetros climáticos promedio de Vorónezh (normales 1991–2020, extremos 1918–presente) |
| Mes                                                                                     | Ene.                                                                                    | Feb.                                                                                    | Mar.                                                                                    | Abr.                                                                                    | May.                                                                                    | Jun.                                                                                    | Jul.                                                                                    | Ago.                                                                                    | Sep.                                                                                    | Oct.                                                                                    | Nov.                                                                                    | Dic.                                                                                    | Anual                                                                                   |
| --------------------------------------------------------------------------------------- | --------------------------------------------------------------------------------------- | --------------------------------------------------------------------------------------- | --------------------------------------------------------------------------------------- | --------------------------------------------------------------------------------------- | --------------------------------------------------------------------------------------- | --------------------------------------------------------------------------------------- | --------------------------------------------------------------------------------------- | --------------------------------------------------------------------------------------- | --------------------------------------------------------------------------------------- | --------------------------------------------------------------------------------------- | --------------------------------------------------------------------------------------- | --------------------------------------------------------------------------------------- | --------------------------------------------------------------------------------------- |
| Temp. máx. abs. (°C)                                                                    | 8.0                                                                                     | 11.0                                                                                    | 19.4                                                                                    | 29.2                                                                                    | 35.7                                                                                    | 38.9                                                                                    | 40.1                                                                                    | 40.5                                                                                    | 34.4                                                                                    | 26.5                                                                                    | 18.1                                                                                    | 12.4                                                                                    | 40.5                                                                                    |
| Temp. máx. media (°C)                                                                   | -3.4                                                                                    | -2.6                                                                                    | 3.6                                                                                     | 14.4                                                                                    | 21.7                                                                                    | 25.0                                                                                    | 27.2                                                                                    | 26.5                                                                                    | 19.7                                                                                    | 11.5                                                                                    | 3.0                                                                                     | -1.9                                                                                    | 12.1                                                                                    |
| Temp. media (°C)                                                                        | -6.0                                                                                    | -5.7                                                                                    | -0.3                                                                                    | 8.7                                                                                     | 15.5                                                                                    | 19.1                                                                                    | 21.1                                                                                    | 19.9                                                                                    | 14.0                                                                                    | 7.4                                                                                     | 0.4                                                                                     | -4.3                                                                                    | 7.5                                                                                     |
| Temp. mín. media (°C)                                                                   | -8.5                                                                                    | -8.5                                                                                    | -3.5                                                                                    | 3.9                                                                                     | 9.8                                                                                     | 13.7                                                                                    | 15.6                                                                                    | 14.2                                                                                    | 9.2                                                                                     | 4.0                                                                                     | -1.9                                                                                    | -6.6                                                                                    | 3.5                                                                                     |
| Temp. mín. abs. (°C)                                                                    | -36.5                                                                                   | -36.2                                                                                   | -32.0                                                                                   | -16.8                                                                                   | -3.3                                                                                    | -1.6                                                                                    | 5.0                                                                                     | 0.4                                                                                     | -5.2                                                                                    | -15.2                                                                                   | -25.1                                                                                   | -33.4                                                                                   | -36.5                                                                                   |
| Precipitación total (mm)                                                                | 42                                                                                      | 39                                                                                      | 38                                                                                      | 41                                                                                      | 48                                                                                      | 61                                                                                      | 58                                                                                      | 52                                                                                      | 51                                                                                      | 51                                                                                      | 43                                                                                      | 48                                                                                      | 572                                                                                     |
| Días de lluvias (≥ 1 mm)                                                                | 8                                                                                       | 6                                                                                       | 8                                                                                       | 12                                                                                      | 13                                                                                      | 15                                                                                      | 13                                                                                      | 10                                                                                      | 13                                                                                      | 14                                                                                      | 13                                                                                      | 9                                                                                       | 134                                                                                     |
| Días de nevadas (≥ 1 mm)                                                                | 21                                                                                      | 20                                                                                      | 14                                                                                      | 3                                                                                       | 0.2                                                                                     | 0                                                                                       | 0                                                                                       | 0                                                                                       | 0.1                                                                                     | 3                                                                                       | 12                                                                                      | 20                                                                                      | 93                                                                                      |
| Horas de sol                                                                            | 62                                                                                      | 86                                                                                      | 125                                                                                     | 184                                                                                     | 268                                                                                     | 284                                                                                     | 286                                                                                     | 254                                                                                     | 185                                                                                     | 111                                                                                     | 45                                                                                      | 38                                                                                      | 1928                                                                                    |
| Humedad relativa (%)                                                                    | 84                                                                                      | 82                                                                                      | 77                                                                                      | 66                                                                                      | 61                                                                                      | 67                                                                                      | 68                                                                                      | 67                                                                                      | 73                                                                                      | 79                                                                                      | 85                                                                                      | 85                                                                                      | 75                                                                                      |
| Fuente n.º 1: Pogoda.ru.net                                                             |                                                                                         |                                                                                         |                                                                                         |                                                                                         |                                                                                         |                                                                                         |                                                                                         |                                                                                         |                                                                                         |                                                                                         |                                                                                         |                                                                                         |                                                                                         |
| Fuente n.º 2: NOAA (horas de sol 1961–1990)                                             |                                                                                         |                                                                                         |                                                                                         |                                                                                         |                                                                                         |                                                                                         |                                                                                         |                                                                                         |                                                                                         |                                                                                         |                                                                                         |                                                                                         |                                                                                         |

## Administración
Debido a su gran población en comparación con el resto de la óblast de Vorónezh, la ciudad no forma parte de ninguno de los raiones de la óblast, y su término municipal se constituye como una unidad equiparada a un raión, bajo la forma jurídica de ókrug urbano. El ókrug urbano de Vorónezh se subdivide en seis "raiones urbanos":
- Zheleznodorozhni
- Tsentralni
- Komintérnovski
- Leninski
- Sovetski
- Levoberezhni

Actualmente, estas seis unidades cubren únicamente barrios de la propia ciudad, ya que todas las antiguas pedanías han sido integradas formalmente en la estructura urbana, aunque algunas de ellas conservan cascos urbanos separados. El territorio del ókrug urbano se enclava entre los raiones de Semiluki, Ramón, Vérjniaya Java, Nóvaya Usman, Kashírskoye y Jojolski.

## Economía
Además de ser un puerto fluvial, Vorónezh es un importante nudo ferroviario de la línea Moscú-Rostov del Don, y rodoviario de la misma dirección. Dispone de un aeropuerto internacional.

## Patrimonio
- Catedral de la Anunciación (Vorónezh)

## Cultura
La ciudad de Vorónezh ha tenido un desarrollo cultural importante gracias a sus centros culturales como teatros, museos, bibliotecas y cines, también influyen los personajes que han destacado en la escritura, pintura, composición y el ámbito artístico en general. Pero es hasta el año 2015 cuando se convirtió en la capital de la cultura de los países de la CEI (Comunidad de Estados Independientes).
Vorónezh es una ciudad que le ha dado cierta importancia al desarrollo y en particular a la cultura, esta ciudad cuenta con cinco teatros estatales, la Orquesta Filarmónica y una sala de conciertos y eventos, además de tres colegios de Arte, la Academia de Arte y la Escuela de Ballet.

## Deportes
La ciudad es la sede del club de fútbol masculino FC Fakel Vorónezh y del femenino Energiya Vorónezh. Su principal instalación deportiva es el Estadio Central Sindical.

## Ciudades hermanadas
- Brno (República Checa)
- Wesermarsch (Alemania)
- Chongqing (China)
- Sliven (Bulgaria)
- León (España)
- Charlotte (Estados Unidos)